# Madeleine Carpentier
Pour les articles homonymes, voir Carpentier.
Madeleine Carpentier, né le 3 février 1865 à Paris et morte le 13 septembre 1949, est une artiste peintre, aquarelliste et lithographe française.

## Biographie
Madeleine Charlotte Louise Carpentier est née le 3 février 1865 à Paris 10e au 23 de la rue du Faubourg-Saint-Denis de Louise Marie Grivot et Louis Joseph Désiré Carpentier, corroyeur. Sa sœur est Marie-Paule Carpentier. Elle devient l'élève d'Adrien Adolphe Bonnefoy, puis de Benjamin-Constant et Jules Lefebvre à l'Académie Julian.
Elle expose à partir de 1885 au Salon — de façon régulière jusqu'en 1947 —, au début, principalement des portraits et des aquarelles de fleurs et fruits : elle obtient une mention honorable en 1890, puis une médaille en 1896 avec deux tableaux mettant en scène des enfants, Communiantes, un pastel, et Les Chandelles, qui est acquis par la Ville de Paris. Un grand tableau figurant sa sœur, l'artiste Marie-Paule Carpentier (1876-1915), est entré en 1935 au musée des beaux-arts de Nantes.
En 1896, elle réside au 60 de la rue de Maubeuge avec sa sœur. En février 1898, elle est à la galerie Georges Petit dans le cadre d'une exposition consacrée aux femmes artistes. Elle rejoint alors l'Union des femmes peintres et sculpteurs (U.F.P.S) fondée par Hélène Bertaux.
Aux Salons de l'U.F.P.S., elle obtient le 2e prix en 1901 et le premier prix en 1905. En 1905, elle obtient également le Prix Piot pour son tableau Bébé joue exposé au Salon des Artistes Français sous le n°355. En 1913, elle expose à la galerie Simonson (Paris).
En mai 1930, elle décroche une médaille d'or au Salon et bénéficie d'une bourse offerte par la fondation Léon Bonnat.
Elle meurt le 13 septembre 1949 à Boulogne-Billancourt et est inhumée au cimetière du Père-Lachaise. Une statue en pied qui orne le caveau familial représente sa jeune sœur, la peintre et aquarelliste Marie-Paule Carpentier, inhumée à ses côtés. Elle a été exécutée d'après un tableau de Madeleine Carpentier.

## Œuvres répertoriées
Fonds du Centre national des arts plastiques :
- Marchande de fleurs au faubourg (avant avril 1901), huile sur toile, musée d'art et d'archéologie d'Aurillac.
- Les Résignés (avant mars 1910), huile sur toile, mairie de Nantes.
- À l'ombre (avant janvier 1911), huile sur toile, musée du Luxembourg (Paris).
- Jeune femme en blanc (avant janvier 1914), huile sur toile, mairie de Cannes.
- Fillette frisée (avant mai 1923), dessin, ministère de la Défense (non localisée).
- La poupée malade vers 1925, musée des Beaux-Arts de Gaillac
- Enfant au coquillage (avant juin 1933), dessin, sous-préfecture de Senlis (non localisée).
- Portrait de la sœur de l'artiste [Marie-Paule Carpentier], musée des Beaux-Arts de Nantes.

Fonds de Gray (Haute-Saône), musée Baron-Martin :
- La dame en visite, huile sur toile.
- Pêches et concombres, aquarelle.

Bagnères-de-Bigorre : Musée de la Vie Quotidienne dans les Pyrénées (Collection musée Salies)
- La grande sœur (avant 1904), huile sur toile.

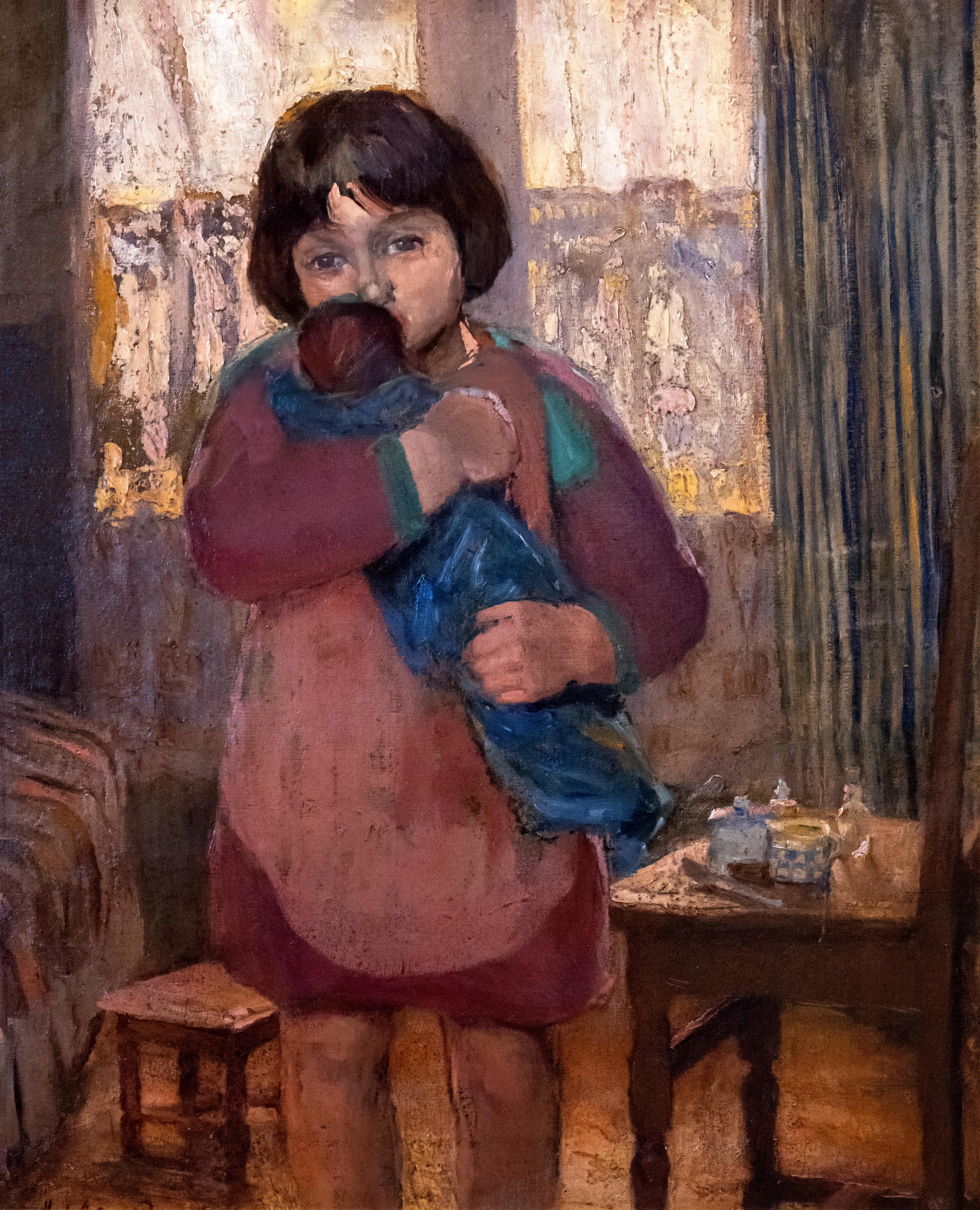
La poupée malade, ca 1925, musée des Beaux-Arts de Gaillac.
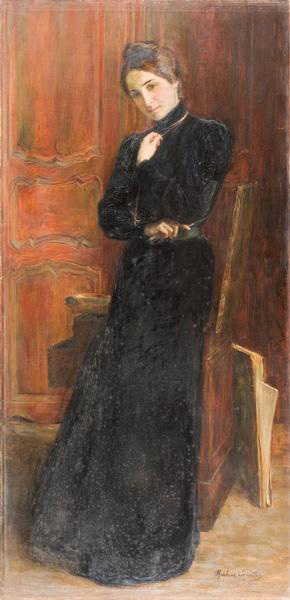
Portrait de la soeur de l'artiste [Marie-Paule Carpentier], musée des Beaux-Arts de Nantes.
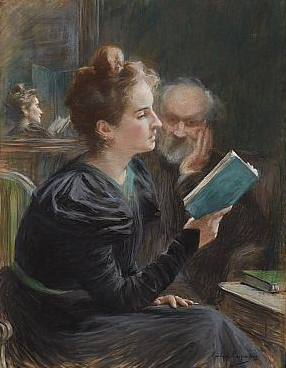
Portrait (n. d., localisation inconnue).

Collection privée :
- Les Chandelles, 1896
- Les enfants de la famille, fusain sur papier, 1938[9]
- Portrait d'enfant, fusain sur papier, non daté[9]

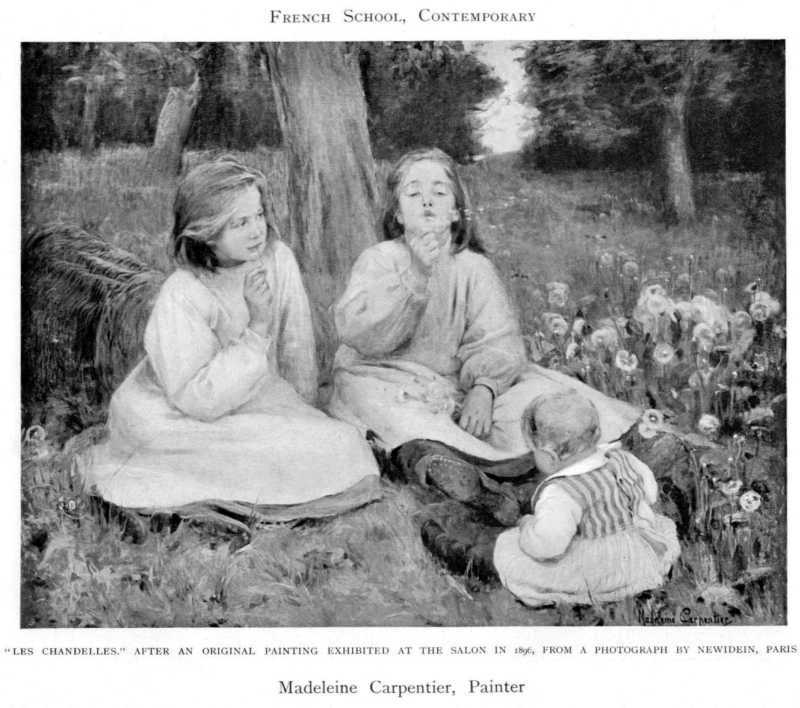
Les Chandelles, 1896.
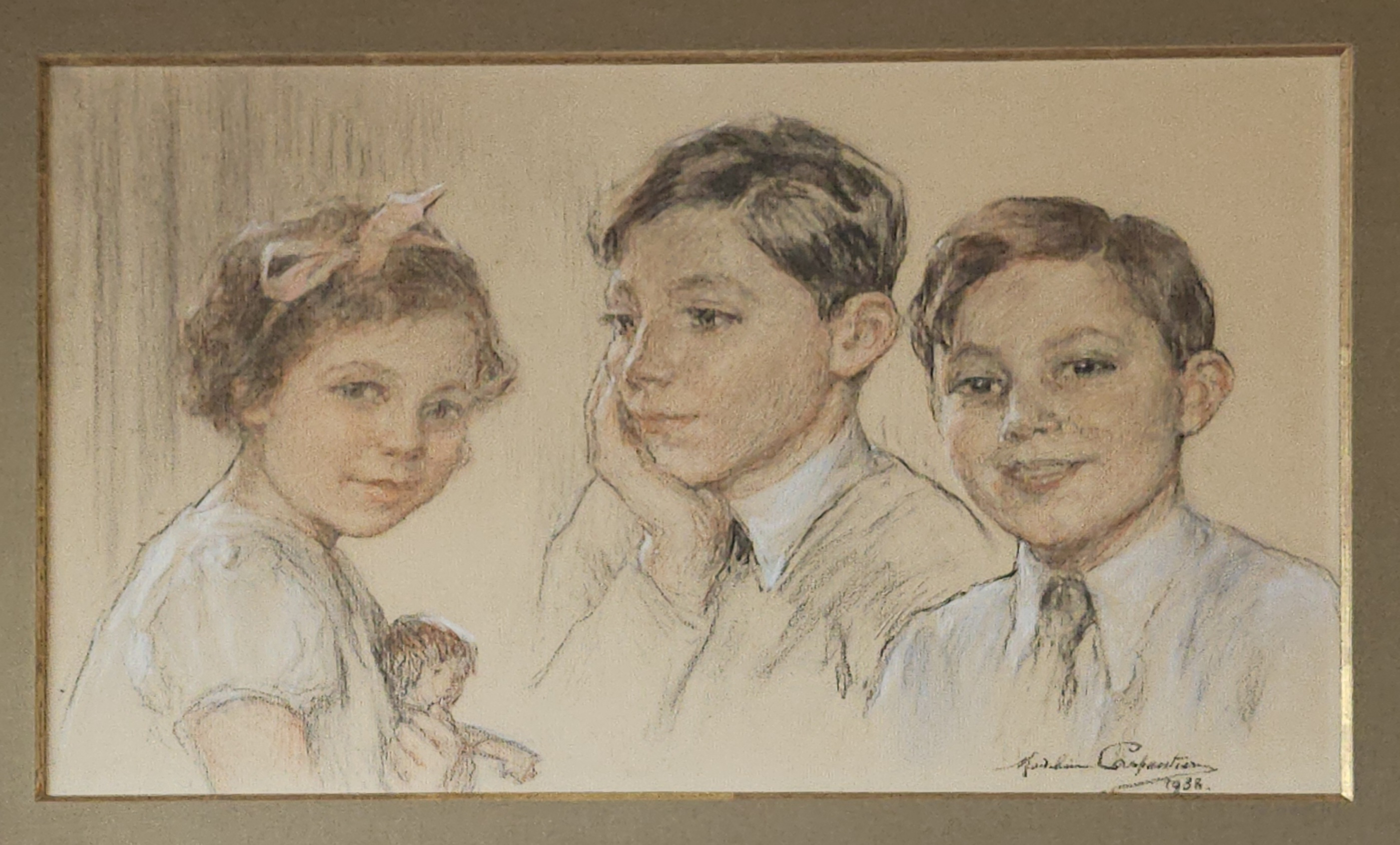
Portrait de Geneviève, Michel et Guy - Dessin au fusain.
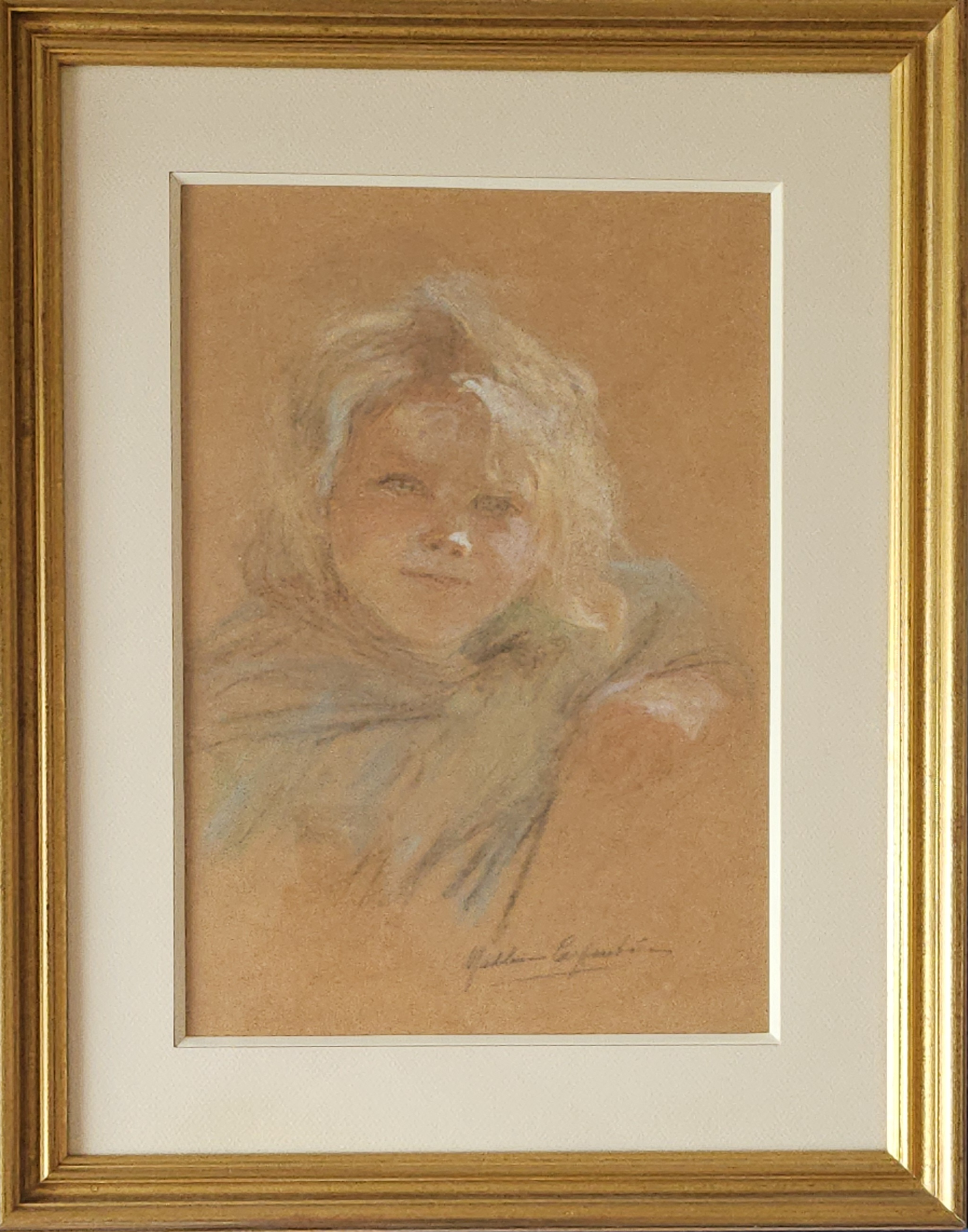
Dessin au fusain.